# Terebra grayi
Terebra grayi é uma espécie de gastrópode do gênero Terebra, pertencente a família Terebridae.